# Lindley Murray (gramático)
Lindley Murray (27 de Março de 1745 – 16 de fevereiro de 1826) foi um quaker norte-americano que se mudou para a Inglaterra e se tornou um escritor e gramático.

## Início da vida
Lindley Murray nasceu em Harper Taberna, Pensilvânia, em 27 de Março de 1745. Seu pai, Robert Murray, um membro de uma antiga família quaker, foi uma liderança dos comerciantes de Nova York. Murray era o mais velho de doze filhos, todos os quais ele sobreviveu, apesar de ser franzino e delicado na infância. Aos seis anos de idade, ele foi enviado para a escola na Filadélfia, mas abandonou pouco depois, para acompanhar seus pais na Carolina do Norte, onde viveram até 1753. Eles, em seguida, mudaram-se para Nova York, onde Murray foi enviado para uma boa escola, mas provou ser um 'heedless boy' ("garoto despreocupado"). Contrariamente às suas inclinações, ele foi colocado com apenas quatorze anos por seu pai no cargo de contador. Apesar dos esforços para estimular nele o espírito comercial, os interesses do rapaz estavam concentrados principalmente na ciência e na literatura. Juntou seus livros e fugiu para Burlington, Nova Jersey, entrou em um colégio, e começou a estudar francês. Seu retiro foi descoberto, ele foi trazido de volta para Nova York, e lhe foi permitido um professor particular. Seu pai continuou cobrando que ele se aplicasse ao comércio, mas Lindley expôs tão habilmente seus argumentos em favor de uma profissão literária, por escrito, que o advogado de seu pai o aconselhou a deixar o rapaz estudar direito.
Quatro anos mais tarde, Murray foi chamado, e ganhou prática como consultor e advogado, na província de Nova York. Com a idade de vinte e dois anos ele se casou e, em 1770, veio para a Inglaterra, onde seu pai o havia precedido, mas Lindley retornou em 1771 para Nova York. Aqui a sua prática tornou-se ampla e lucrativa, apesar de seu cuidado consciente para "desencorajar litígio, e para recomendar um convívio pacífico de liquidação de diferenças". Sobre a eclosão de hostilidades na América, Murray foi com sua esposa para Long Island, onde quatro anos foram gastos na pesca, barco à vela, e tiro. Na declaração de independência, ele retornou a Nova York, e foi tão bem-sucedido que se aposentou em 1783 em um belo lugar em Hudson.

## Mais tarde em sua vida
Como a saúde de Murray estava debilitada, ele decidiu tentar o clima inglês. Em 1784, ele deixou a América e nunca mais voltou. O restante de sua vida foi passado em atividades literárias em Holgate, perto de York. Nos últimos dezesseis anos de sua vida, a condição física de Murray, provavelmente o resultado de Síndrome Pós-Pólio, o limitou ao âmbito de sua casa. A biografia de Charles Monaghan, de 1998, The Murrays of Murray Hill, considerada uma das obras-padrão, foi recentemente (2011) sucedido pelo trabalho da autoridade de Mangues-de Zeeuw, sobre a vida e o uso da língua de Murray, em que vários equívocos anteriores são corrigidos.
A sua biblioteca tornou-se conhecida por seus tesouros teológicos e filológicos. Ele estudou botânica, e seu jardim foi dito exceder, na sua variedade, o jardim Real de Kew. A casa de verão, em que a suas gramáticas foram compostas ainda permanece. O primeiro trabalho publicado de Murray, The Power of Religion on the Mind, York, 1787, 20ª edição de 1842, foi duas vezes traduzido para o francês. Para a 8ª edição (1795) foi adicionado 'Extracts from the Writings of divers Eminent Men representing the Evils of Stage Plays, &c.' publicado separadamente em 1789 e 1799.
Sua atenção foi direcionada para o desejo de [produzir] livros-textos adequados para uma escola para moças em York, e em 1795, ele publicou sua Gramática inglesa. A petição manuscrita por parte dos professores, solicitando-lhe que preparasse esse livro ficou preservada. O trabalho tornou-se rapidamente popular, passou por quase cinquenta edições, foi editado, resumido e simplificado, e ampliado na Inglaterra e Estados Unidos, e durante muito tempo foi usado nas escolas.
Em 1816, uma edição corrigida pelo autor, foi publicada em 2 volumes. Um 'Resumo' desta versão por Murray, publicado dois anos mais tarde, passou por mais de 120 edições de tiragem de dez mil cada. Ela foi impressa na New England Institution for the Blind, em caracteres em relevo (braile?), de Boston, de 1835, e traduzido em marata, Bombaim, 1837. English Exercises followed (1797), com uma Chave (27ª ed. Londres, 1847), e ambas as obras tiveram grande demanda. Murray's English Reader, Sequel, e Introduction, emitidos, respectivamente, de 1799, 1800 e 1801 (31ª ed. 1836), foram igualmente bem-sucedidos, bem como o Lecteur Francais, 1802, e  Introduction to the Lecteur Francais, de 1807. An English Spelling Book, de 1804, chegou a quarenta e quatro edições e foi traduzido para o espanhol (Cádis, 1841). First Book for Children, com retratos e xilogravuras, foi publicado em 1859. 
As vendas da Grammar, Exercises, Key, e Lecteur Francais rendeu a Murray, em cada caso, £700, e dedicou tudo isso a entidades e aplicações filantrópicas. Os direitos autorais de suas obras religiosas, ele presenteou a seus editores. Por sua vontade, uma soma de dinheiro para a compra e distribuição de literatura religiosa foi investido no conselho de curadores na América. Quando Retreat for the Insane foi fundada em York por William Tuke , em 1792, Murray fez o seu melhor para o segundo esforço de Tuke para introduzir uma humanização do sistema de tratamento.
Ele foi um memorável ministro do encontro mensal de York por onze anos, quando "sua voz falhou e ele pediu permissão para se demitir". Nos últimos dezesseis anos de sua vida, ele nunca deixou a casa. Ele faleceu em 16 de janeiro de 1826, com 80 anos.

## Família
Murray desposou, em 22 de junho de 1767, Hannah Dobson, que morreu a 25 de Setembro de 1834. Eles não tiveram filhos.

## Obra
- Extracts from the Writings of Divers Eminent Authors, of Different Religious Denominations; and at Various Periods of Time, Representing the Evils and Pernicious Effects of Stage Plays, and Other Vain Amusements. 1787
- The Power of Religion on the Mind In Retirement, Sickness, and at Death; Exemplified in the Testimonies and Experience of Men Distinguished by Their Greatness, Learning, or Virtue. 1787
- English Grammar Adapted to the Different Classes of Learners. With an Appendix, Containing Rules and Observations, for Assisting the More Advanced Students to Write with Perspicuity and Accuracy. By Lindley Murray.  1795. 1824
- English Exercises: Adapted to the Grammar Lately Published by L. Murray: Consisting of Exemplifications of the Parts of Speech, Instances of False Orthography, Violations of the Rules of Syntax, Defects in Punctuation, and Violations of the Rules Respecting Perspicuity and Accuracy: Designed for the Benefit of Private Learners, As Well As for the Use of Schools.  1797
- The Beauties of Prose and Verse Selected from the Most Eminent Authors.  1798
- The English Reader: or, Pieces in Prose and Poetry, Selected from the Best Writers Designed to Assist Young Persons to Read with Propriety and Effect; to Improve Their Language and Sentiments; and to Inculcate Some of the Most Important Principles of Piety and Virtue. : With a Few Preliminary Observations on the Principles of Good Reading.  1799.
- Sequel to The English Reader Or, Elegant Selections in Prose and Poetry. Designed to Improve the Highest Class of Learners in Reading; ... By Lindley Murray.  1800